# Chandra (Gott)

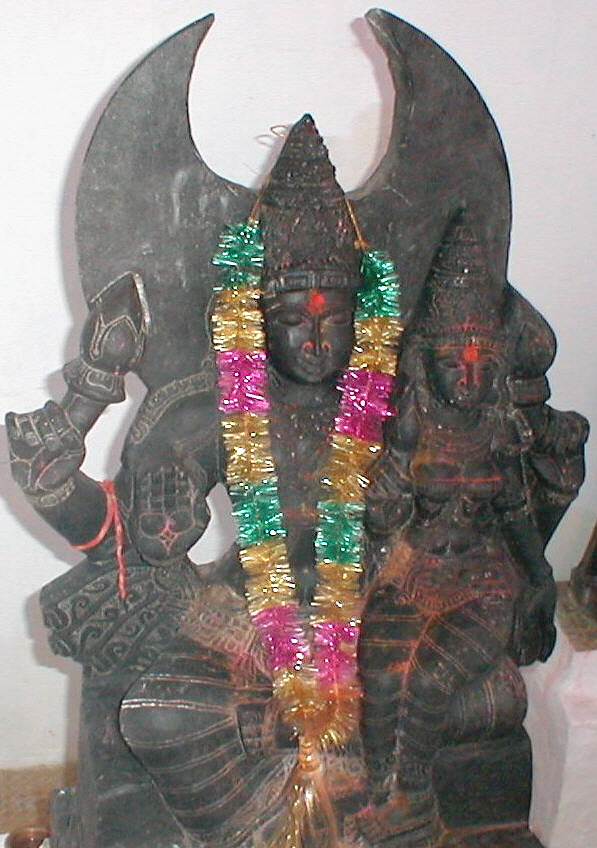
Chandra und Rohini

Chandra (Sanskrit: चन्द्र Candra m., auch Candramā m.) ist der Mondgott im Hinduismus und zählt in der traditionellen indischen Astronomie zu den Navagraha, den Neun Planeten. In nachvedischer Zeit wurde er mit der Gottheit Soma gleichgesetzt, die über das berauschende Opfergetränk Soma herrscht.

## Mythologie
Chandra ist der Sohn des Weisen Atri und der Anasuya. Er war mit den 27 Töchtern des Sehers Daksha verheiratet, die die 27 Nakshatras symbolisieren. Da er aber Rohini bevorzugte, beklagten sich die 26 anderen Frauen bei ihrem Vater. Der verfluchte danach Chandra, dass er abmagern solle. Da bekamen die Töchter Mitleid und sie baten den Vater, den Fluch unwirksam zu machen. Der Vater konnte den Fluch aber nur abschwächen, so dass der Mond seither 14 Tage lang abnimmt und 14 Tage lang wächst.
Chandra entführte Tara, die Frau des Planetengottes Brihaspati. Dadurch wurde ein gewaltiger Krieg unter den Sternen ausgelöst. Der Sohn von Chandra und Tara ist der Planetengott Budha (entspricht dem Merkur). Von diesem Budha stammt das Mondgeschlecht Chandravamsha ab, von dem die Familie von Krishna, die Yadavas, abstammen sowie die Kauravas mit den Pandavas, den Helden des Mahabharata.
Die Ikonographie zeigt Chandra in einem dreirädrigen Wagen, der von zehn weißen Pferden gezogen wird.